# Klingenberg (Automarke)

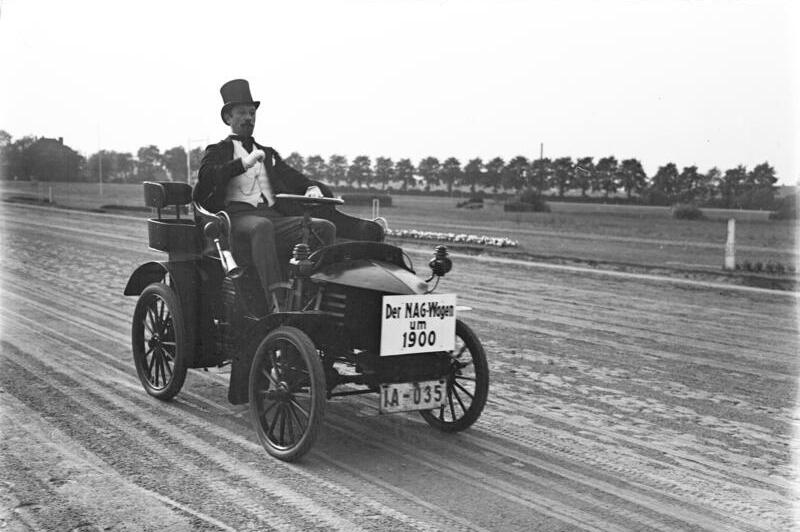
Klingenberg-NAG-Wagen aus dem Jahr 1900

Der Klingenberg war ein Kleinwagen, der zwischen 1898 und 1900 von der Allgemeinen Automobil-Gesellschaft in Berlin gebaut wurde. Er beruhte auf der Konstruktion von Georg Klingenberg, Professor an der Technischen Hochschule Berlin-Charlottenburg.
Der zwei- bis dreisitzige Wagen besaß einen Stahlrohrrahmen und vier luftbereifte Räder. Der Einzylinder-Viertaktmotor war zusammen mit zwei Schwungrädern, Kupplungen, einem zweistufigen Getriebe und dem Differential in einem gemeinsamen Aluminiumgehäuse am Unterboden des Fahrzeuges eingebaut. Vom gesamten Antrieb waren nur der Zündmagnet und die Wasserpumpe außerhalb des Gehäuses montiert. Eine Welle, auf die die Andrehkurbel für den Motor aufgesetzt wurde, verlief konzentrisch in der Hinterachse. Auf diese Art und Weise wurden die Reibungsverluste im Antrieb minimiert. Eine ähnliche Bauweise von Motor und Getriebe in einem gemeinsamen Gehäuse findet sich erst Jahrzehnte später wieder im Motorradbau.
Bedient wurde der Wagen mit einem einzigen „Fahrhebel“, der am Lenkstock untergebracht war. Beim Starten war der Hebel ganz nach hinten unten gezogen. Schob man ihn etwas nach vorne, lösten sich die Bremsen, die Kupplungen wurden geschlossen und der Wagen fuhr an. Bei weiterem Nachvorneschieben erhöhte sich die Fahrgeschwindigkeit durch Erhöhung der Vorzündung. Zog man den Hebel nach oben, wurde der zweite Gang eingelegt. Zum Bremsen musste der Hebel wieder ganz zurückgezogen werden. Einen ähnlichen Fahrhebel findet man heute bei elektrischen Straßenbahnen oder Lokomotiven.
Der Klingenberg-Wagen erreichte je nach Übersetzung Fahrgeschwindigkeiten bis zu 50 km/h. Ein Nachfolger wurde ab 1901 bei der N.A.G. als NAG-Klingenberg gebaut.

## Quelle
- Halwart Schrader: Deutsche Autos 1886–1920. 1. Auflage. Motorbuch Verlag Stuttgart (2002). ISBN 3-613-02211-7. Seiten 215–216.